# Lissochelifer
Lissochelifer es un género de arácnido del orden Pseudoscorpionida de la familia Cheliferidae.

## Especies
Las especies de este género son::
- Lissochelifer depressoides (Beier, 1967)
- Lissochelifer depressus (C. L. Koch, 1843)
- Lissochelifer gibbosounguiculatus (Beier, 1951)
- Lissochelifer gracilipes (Mahnert, 1988)
- Lissochelifer hygricus (Murthy & Ananthakrishnan, 1977)
- Lissochelifer insularis (Beier, 1940)
- Lissochelifer mortensenii (With, 1906)
- Lissochelifer nairobiensis (Mahnert, 1988)
- Lissochelifer novaeguineae (Beier, 1965)
- Lissochelifer philippinus (Beier, 1937)
- Lissochelifer strandi (Ellingsen, 1907)
- Lissochelifer superbus (With, 1906)
- Lissochelifer tonkinensis (Beier, 1951)